# Harrison Reed (fotbalista)
Harrison James Reed (* 27. ledna 1995 Worthing) je anglický profesionální fotbalista, který hraje na pozici středního záložníka za anglický klub Fulham FC. Je také bývalým anglickým mládežnickým reprezentantem.

## Klubová kariéra

### Southampton
Reed debutoval za Southampton 27. srpna 2013 v zápase ligového poháru proti Barnsley, kde v 81. minutě nahradil Jaye Rodrigueze. 7. prosince 2013 debutoval v Premier League proti Manchesteru City na St Mary's Stadium, když v poslední minutě zápasu (remíza 1:1) nahradil Stevena Davise.
V klubu z jižního pobřeží Anglie se nedokázal plně prosadit do základní sestavy, v A-týmu odehrál 30 soutěžních zápasů, včetně utkání Evropské ligy proti Vitesse Arnhem. V letech 2017 až 2020 hostoval ve druholigových týmech, a to v Norwichi City, Blackburnu Rovers a ve Fulhamu.

### Fulham
Dne 30. srpna 2020 Reed přestoupil do Fulhamu, se kterým v předchozí sezóně postoupil do Premier League, natrvalo a podepsal smlouvu do léta 2024 s opcí na prodloužení o další rok. V sezóně 2020/21 odehrál v anglické nejvyšší soutěži 31 utkání, nicméně nedokázal odvrátit sestup Fulhamu zpátky do EFL Championship.
Reed byl klíčovým hráčem Fulhamu i v druhé lize pod vedením nového trenéra Marca Silvy a pomohl klubu k postupu do Premier League po sezóně 2021/22.
Dne 16. září 2022 vstřelil Reed svůj první gól za Fulham při vítězství 3:2 nad Nottinghamem Forest na City Ground. V sezóně 2022/23 odehrál 42 soutěžních utkání, v nichž vstřelil 3 branky a přidal 4 asistence.